# Museum Oberschönenfeld

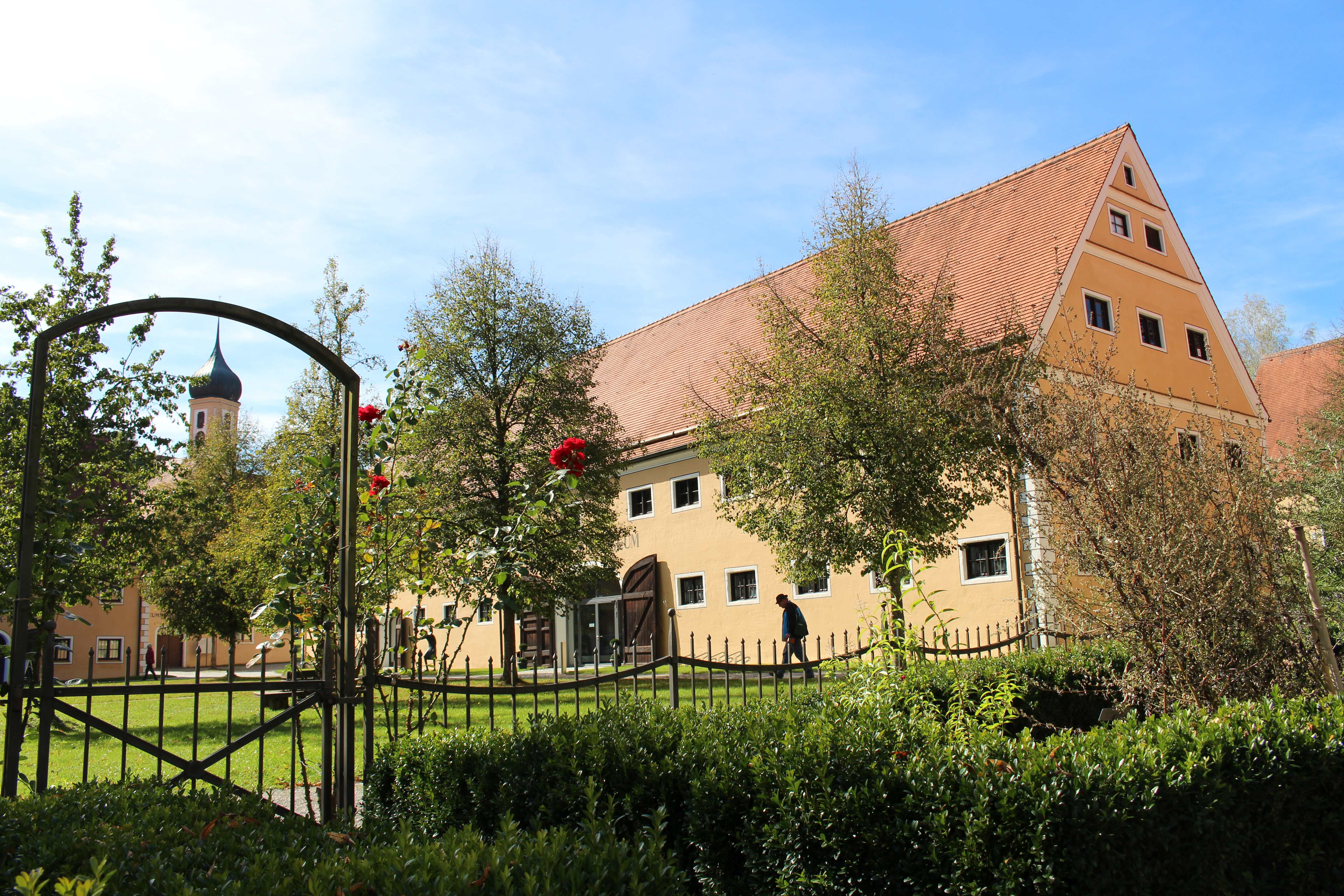
Museum Oberschönenfeld, im Vordergrund der Museumsgarten.

Das Museum Oberschönenfeld (vormals Schwäbisches Volkskundemuseum Oberschönenfeld), ein Museum des Bezirks Schwaben, befindet sich in den ehemaligen denkmalgeschützten Ökonomiegebäuden der Zisterzienserinnenabtei Oberschönenfeld (Gemeinde Gessertshausen) im Naturpark Augsburg – Westliche Wälder. Gegründet wurde es 1984 als „Schwäbisches Volkskundemuseum Oberschönenfeld“. Das regionale Schwerpunktmuseum zeigt das alltägliche Leben der Bevölkerung Bayerisch-Schwabens in den letzten 200 Jahren. Dauerausstellungen präsentieren Geschichte und Kultur, Leben und Arbeiten des Alltags im ländlichen Raum mit überlieferten Sachzeugnissen, ergänzenden Fotos und erläuternden Texten. Regelmäßige Sonderausstellungen vertiefen und erweitern die Themen.
Die Schwäbische Galerie präsentiert in Wechselausstellungen Werke von Künstlern und Künstlerinnen aus Bayerisch-Schwaben.

Das Museum Hammerschmiede Naichen mit dem zugehörigen Stockerhof bei Neuburg an der Kammel ist eine Außenstelle des Museums.

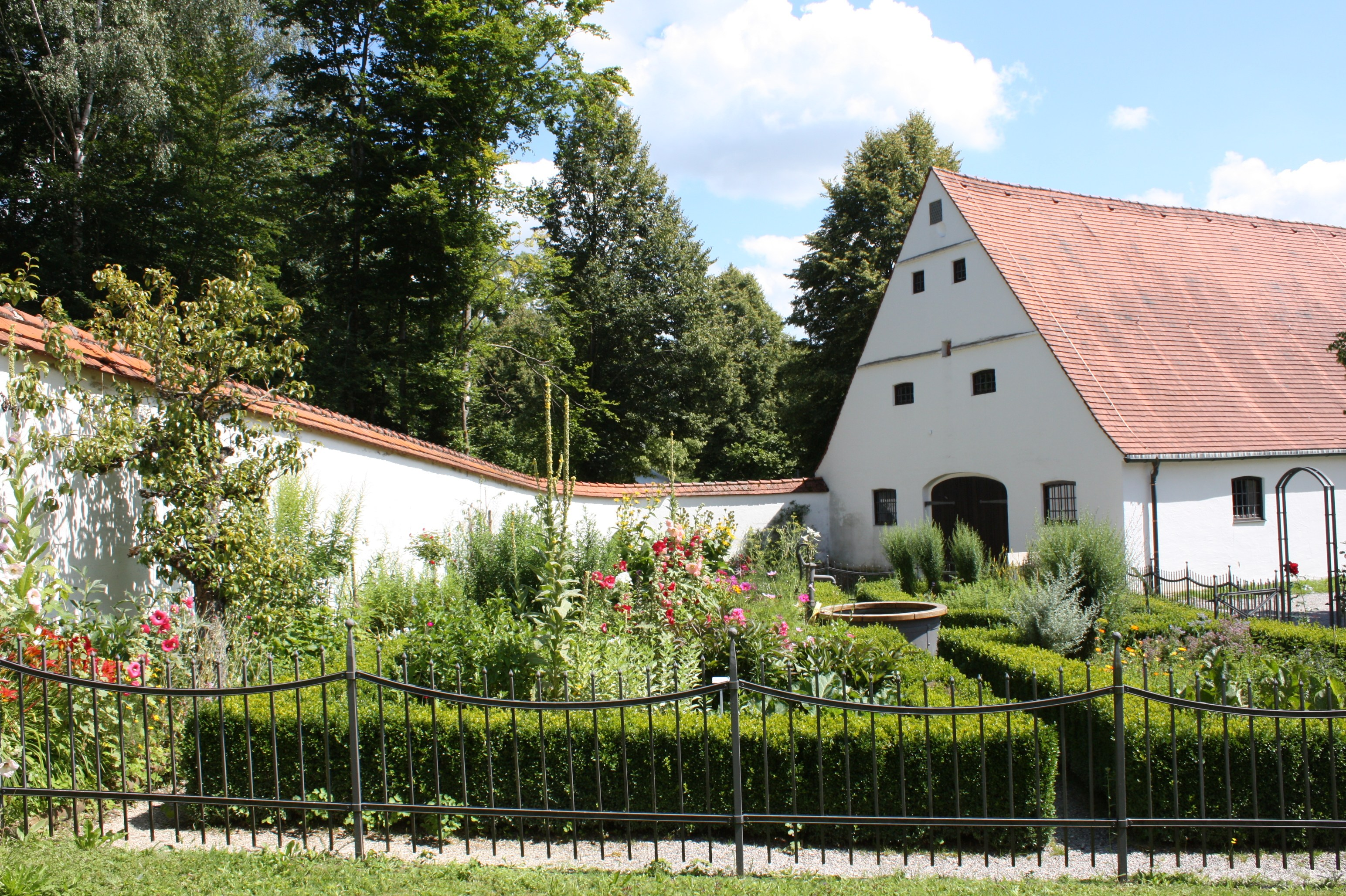
Blick vom Museumsgarten, angelegt nach klösterlichem Vorbild, auf das Besucherzentrum, früher der Schafstall des Klosters.

## Geschichte

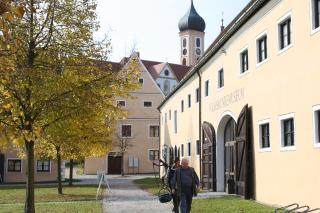
Rechts das Gebäude „Volkskundemuseum“, früher der Ochsenstall des Klosters. Im Hintergrund die Abteikirche.

1972 gab das Zisterzienserinnenkloster Oberschönenfeld seine Landwirtschaft wegen Unrentabilität auf. Die damit funktionslosen, baulich heruntergekommenen Ökonomiegebäude waren vom Abbruch bedroht. Gleichzeitig fiel die Entscheidung, nicht nur die Kernanlage des Klosters, sondern auch die Wirtschaftsgebäude als bedeutende „kulturhistorische Dokumente“ zu erhalten und zu sanieren. 1973 entstanden im Zusammenhang mit der Rettung des Staudenhauses aus Döpshofen (Gemeinde Gessertshausen) und seiner Versetzung 1974 nach Oberschönenfeld als künftiges Bauernhofmuseum für den Landkreis Augsburg erste Überlegungen zur Nutzung der klösterlichen Ökonomiegebäude, die sich bald auf eine museale Verwendung konzentrierten.
1976 konstituierte sich im Heimatverein für den Landkreis Augsburg der Arbeitskreis „Bauernmuseum Oberschönenfeld“. Der Arbeitskreis sammelte landwirtschaftliche und handwerkliche Geräte und Maschinen, die später den Grundstock des Schwäbischen Volkskundemuseums als Dauerleihgabe bilden sollten.
1980 legte Bezirksheimatpfleger Hans Frei ein „Museumsprogramm für den Bezirk Schwaben“ vor, das im Juli vom Bezirkstag genehmigt wurde. Mit Oberschönenfeld, Illerbeuren und Maihingen wurden drei museale Schwerpunkte für Schwaben vorgesehen, wobei das Museum in Oberschönenfeld die bäuerlich-ländliche Kulturgeschichte Mittelschwabens dokumentieren sollte.
Am 21. Juli 1982 billigte der Bezirkstag die dann am 7. Oktober 1982 unterzeichnete Zweckvereinbarung zwischen dem Bezirk Schwaben und dem Landkreis Augsburg über die kommunale Zusammenarbeit. Mit der Unterstützung des Landkreises errichtete und betreibt der Bezirk Schwaben auf dem Gelände der Abtei ein heimat- und volkskundliches Museum, das gesamtschwäbische Zielsetzungen und zugleich regionale Aufgaben für den Landkreis erfüllt. Ebenfalls am 7. Oktober 1982 wurde der Mietvertrag zwischen dem Kloster Oberschönenfeld und dem Bezirk Schwaben unterzeichnet.
Die erste Dauerausstellung „Von der Handarbeit zur Maschine“ wurde 1984 im ehemaligen Schafstall der Abtei (heute Besucherzentrum) eröffnet. 1991 folgte im Gebäude „Volkskundemuseum“ die Ausstellung „Vom Wohnen auf dem Land“ und 2003 die Ausstellung „Feste im Leben – Bräuche durchs Jahr“. 2018 wurden die Dauerausstellungen im „Volkskundemuseum“ neu konzipiert und gleichzeitig der Name von „Schwäbisches Volkskundemuseum Oberschönenfeld“ verkürzt zu „Museum Oberschönenfeld“ als Oberbegriff für die drei Ausstellungsgebäude: Besucherzentrum, Volkskundemuseum und Schwäbische Galerie. 2019 gewann das Museum den Bayerischen Museumspreis.

## Gebäude und Ausstellungen

### Besucherzentrum

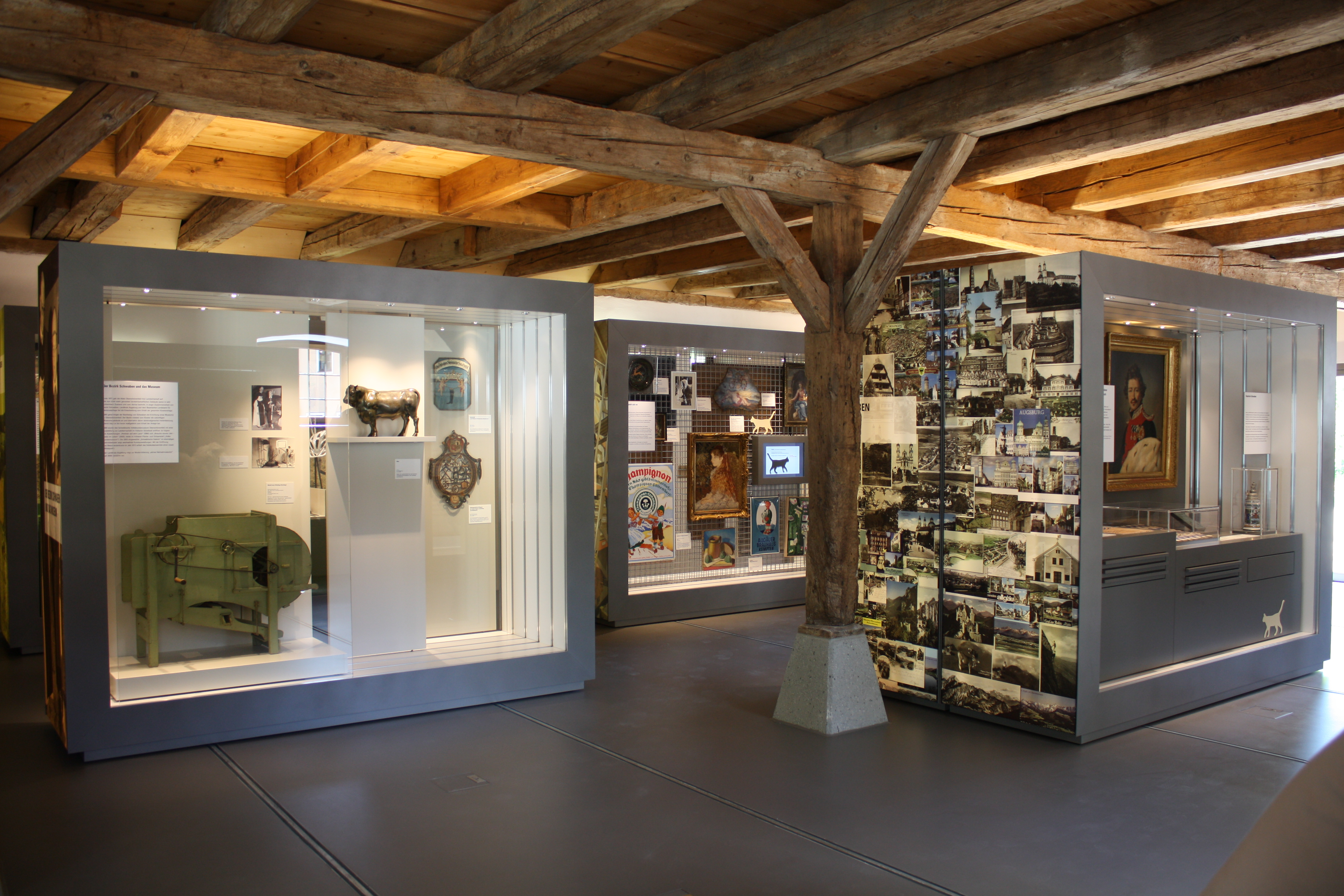
Ausstellung im Besucherzentrum des Museums Oberschönenfeld.

Der Ausstellungsbereich im Besucherzentrum bietet in neun thematischen Einheiten Grundinformationen zu Oberschönenfeld, der umgebenden Landschaft (Stauden), der Region und dem Museum. Außerdem gibt es Einblicke in die Aufgaben des Museums als Auftakt für den Museumsbesuch.

### Volkskundemuseum
Im Obergeschoss und im Dachgeschoss des Gebäudes „Volkskundemuseum“ ist die 2018 erneuerte Dauerausstellung zu sehen. Im Erdgeschoss finden wechselnde Sonderausstellungen statt.

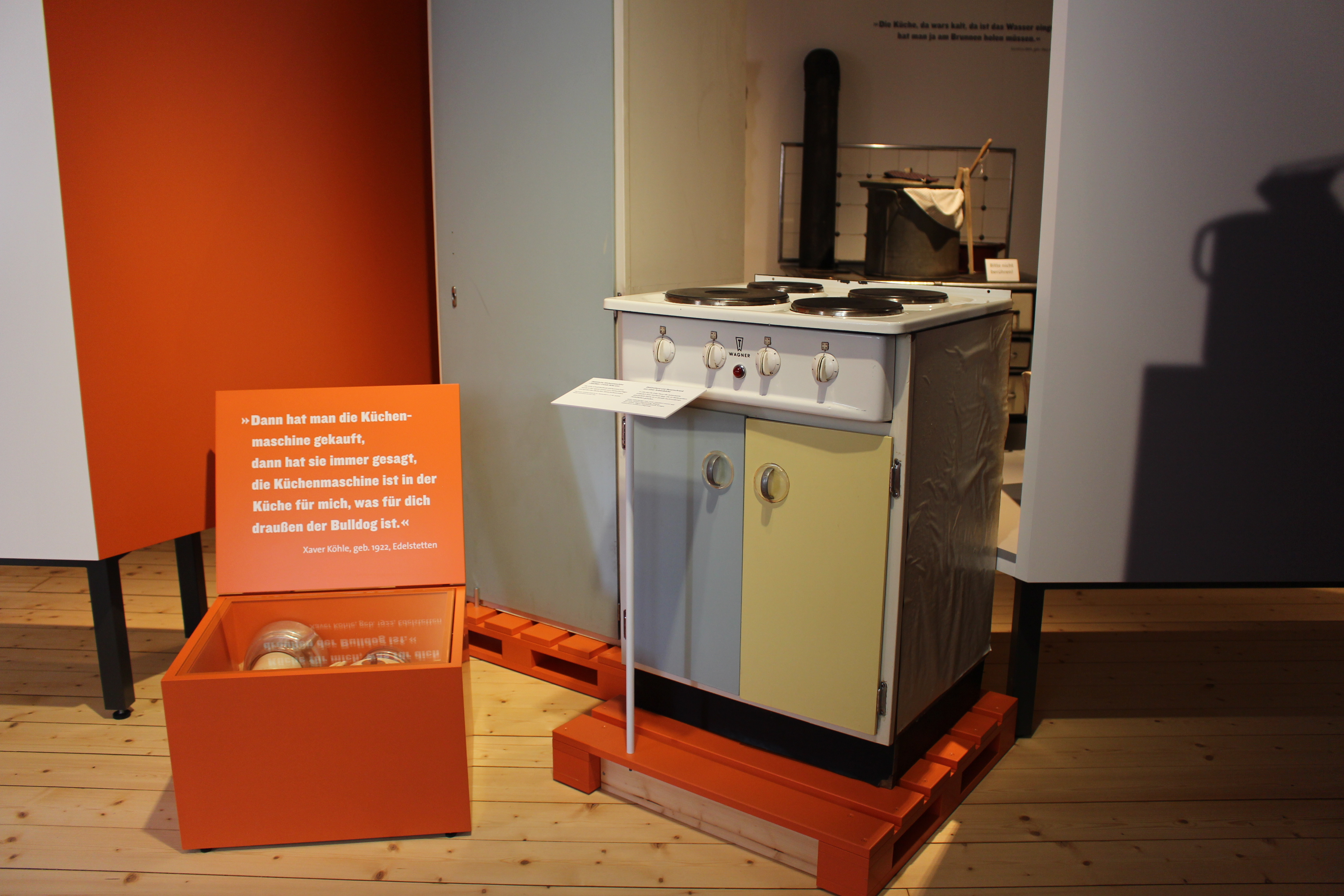
Ausstellungsbereich „Landleben im Wandel“.

Im Obergeschoss des Volkskundemuseums macht ein Rundgang durch Stube, Küche, Kammer und Stall die alltägliche Lebenswelt im ländlichen Schwaben ab 1900 erfahrbar. Im Mittelpunkt steht dabei der rasante Wandel, den die Menschen um 1960/70 in vielen Bereichen des Alltags erlebten und das Leben und die Traditionen, die Arbeit und Wirtschaftsweise der Menschen von Grund auf veränderten. Zitate und Audiostationen ergänzen den Rundgang. 

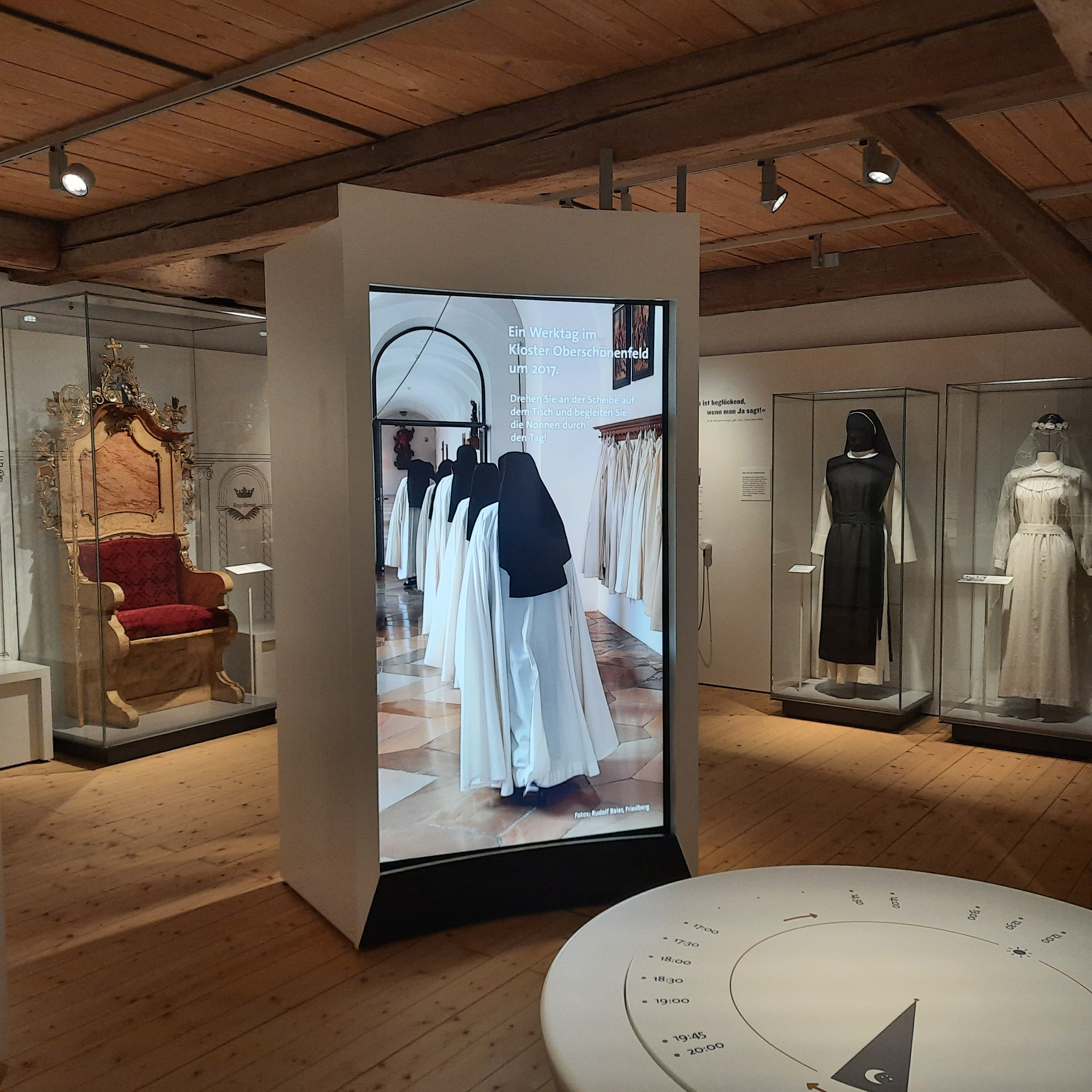
Ausstellungsbereich „Klosterwelt im Wandel“.

Bei einem Rundgang durch Kapitelsaal, Zelle, Schatzkammer und Arbeitsraum der Abtei können die Besucher den Alltag der Oberschönenfelder Nonnen des Zisterzienserordens in Vergangenheit und Gegenwart nachvollziehen.
Im Dachgeschoss erzählen Geschichten aus Schwaben aus dessen wechselvoller Vergangenheit von 1800 bis in die Gegenwart. Beleuchtet werden Arbeits- und Freizeitkultur ebenso wie die schwierigen Kriegsjahre, die auch den Alltag der Menschen in Schwaben prägten.

### Kunstforum Oberschönenfeld
Am 7. Februar 2003 wurde ein 1743 erbauter früherer Stadel seiner neuen Bestimmung als Galerie der modernen schwäbischen Kunst übergeben. Im Programm stehen in einem kontinuierlichen Wechsel Retrospektiven mit Werken schwäbischer Künstler der Vergangenheit und der Gegenwart sowie Ausstellungen zu thematischen Schwerpunkten und zu künstlerischen Techniken.

## Sammlung

### Volkskundliche Sammlung
Die volkskundliche Sammlung dokumentiert weite Bereiche der Alltagskultur Bayerisch-Schwabens von etwa 1800 bis in die Gegenwart. Die Sammlung wurde in den frühen 1980er-Jahren begründet und umfasst aktuell ca. 50.000 Objekte. Das Spektrum reicht von den Themen Wohnen, Haushalt, Handwerk und Gewerbe, Kunsthandwerk, Landwirtschaft, Brauch und Glaube bis hin zu einzelnen Spezialsammlungen wie Plakate aus der Zeit des Ersten Weltkriegs und Fotografien der Bildberichterstatterin Erika Groth-Schmachtenberger.
1000 Objekte der Sammlung werden seit 2022 über Bavarikon online präsentiert.

### Kunstsammlung
Ein zweiter Sammlungsschwerpunkt umfasst über 1.000 Werke schwäbischer Künstler und Künstlerinnen ab ca. 1900. Ein Sammelgebiet ist der Kunst des Expressiven Realismus bzw. der sog. Verschollenen Generation gewidmet. Dazu gehört eine große Anzahl von Werken des Augsburger Künstlers Hanns Weidner, die das Museum 2007 durch Schenkung erhalten hat: Neben Temperabildern, Aquarellen, Grafiken und Skizzenbücher handelt es sich dabei vor allem um Zeichnungen. Auch von August Hofer besitzt das Museum eine stattliche Anzahl an Werken, vor allem Gemälde und Holzschnitte. Gemälde von Josef Dilger, Hans Härtel und Erwin Henning sind in der Sammlung ebenfalls vertreten.

## Auszeichnungen
- Bayerischer Museumspreis 2019[4]
- Förderpreis „Vermittlung im Museum“, Nebenpreis 2021[5]